# Gotha G.IV
Gotha G.IV — двухмоторный дальний бомбардировщик, выпускавшийся компанией Gothaer Waggonfabrik и использовавшийся ВВС Германии в Первой мировой войне.
Самолет «Гота» представлял собой двухмоторный бомбардировщик-биплан смешанной конструкции. Каркас фюзеляжа деревянный, прямоугольного сечения, в носовой части обшит фанерой, в хвостовой — материей. Экипаж из трех человек. В передней кабине было место бомбардира, оборудованное бомбодержателями и станком Шнайдера для пулемета «Парабеллум».

## Разработка
Конструктор Ганс Буркхард разработал самолет на основе Gotha G.III . Он покрыл фюзеляж фанерой; в случае аварийной посадки на воду это должно было удерживать самолет на плаву в течение некоторого времени. Фюзеляж был оборудован туннелеобразной шахтой: конструкторы спроектировали нижнюю поверхность хвостовой части фюзеляжа вогнутой внутрь: максимально со стороны кабины стрелка и сходящей на нет к хвостовому оперению. Так называемый «туннель Готы» позволял стрелку стрелять вниз. На некоторых самолетах четвертый пулемет был установлен между пилотом и бомбардировщиком для дополнительного стрелка.

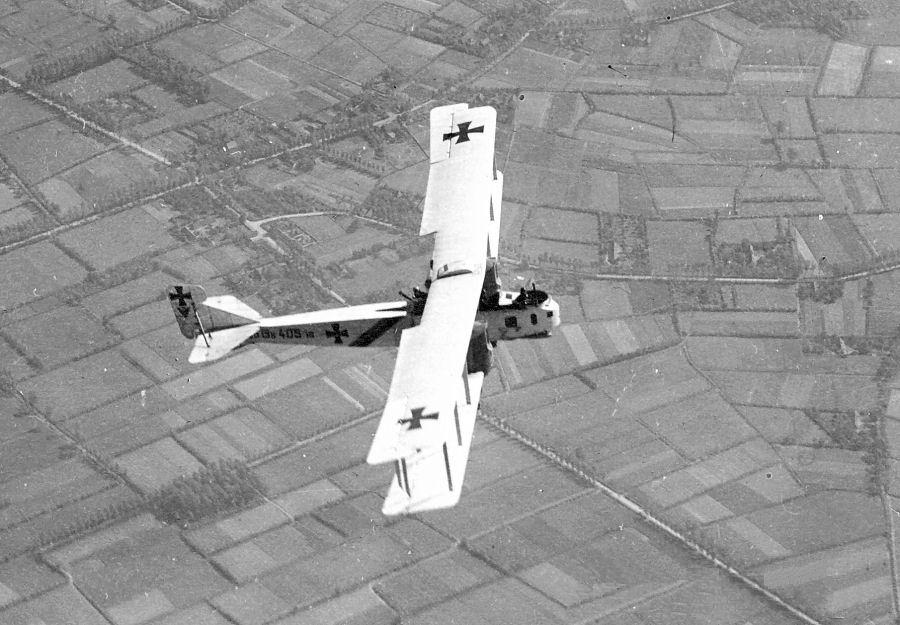
Gotha G IV в полёте июнь 1917

## Производство
Всего выпущено 230 машин.
Кроме «Готаер Ваггонфабрик» самолет выпускала фирма «Сименс-Шукерт Верке» — 80 шт. Из этих 80 машин 40 предназначалось для учебных частей, а большую часть оставшихся: 30 самолетов, передали Австро-Венгрии. Там самолеты под обозначением «Тип 08» применялись на Итальянском и Восточном фронтах. Австро-венгерские G.IV оснащались двигателями «Хиеро» мощностью 169 кВт и пулеметами «Шварцлозе» калибра 8 мм.

## Тактико-технические характеристики
ТТХ для Gotha G.IV по данным Уголка неба:
Технические характеристики
- Экипаж: 3 человек
- Длина: 11,86 м
- Высота: 4,30 м
- Площадь крыла: 89,50 м²
- Масса пустого: 2740 кг
- Нормальная взлётная масса: 3975 кг
- Максимальная взлётная масса: 5730
- Силовая установка: 2 ×  ПД Mercedes D.IVa
- Мощность двигателей: 2 × 260 л. с.

Лётные характеристики
- Максимальная скорость: 140 км/ч
- Практическая дальность: 522 км
- Практический потолок: 6500 м
- Скороподъёмность: 143 м/мин

Вооружение
- Стрелково-пушечное: два пулемёта Parabellum, установленных на шарнирных креплениях в носовой и надфюзеляжной позициях
- Бомбы: 300-600 кг